# كوكبان (المخادر)

تعديل مصدري - تعديل

كوكبان محلة تابعة لقرية ذمرة، التابعة لعزلة الوادي بمديرية المخادر إحدى مديريات محافظة إب في الجمهورية اليمنية، بلغ تعداد سكانها 44 حسب تعداد اليمن لعام 2004.